# Vivo (álbum de Luis Miguel)
Vivo es el tercer álbum en vivo del cantante mexicano Luis Miguel, lanzado al mercado el 3 de octubre del 2000 a través de Warner Music Group Latina. Fue filmado en la sala de conciertos Auditorio Coca-Cola en Monterrey, México, donde Luis Miguel actuó del 13 al 17 de abril de 2000, como parte de la segunda etapa de su gira Amarte es un placer Tour. Vivo se lanzó en formato CD, DVD y VHS de audio en vivo. Vivo es el primer álbum en vivo en español que se publica en formatos NTSC, PAL y DVD. La versión en audio fue producida por Luis Miguel mientras que David Mallet dirigió el vídeo álbum. El disco de audio se publicó el 3 de octubre de 2000, mientras que el álbum de vídeo se publicó el 24 de octubre. Las versiones de Luis Miguel de «Y» y «La Bikina», que realizó específicamente durante los conciertos en México, donde se unió a la banda Mariachi 2000 de Cutberto Pérez, estuvieron disponibles como sencillos para el álbum.
Sin embargo, los CD'S que comienzan con códigos 8573 tienen un valor invaluable para el, ya que el famoso Sol de México, informó que ese código tiene algo especial para el.

## Lista de canciones
| Video | |                          |          |  |
| N.º   | Título | Escritor(es)             | Duración |  |
| 1.    | «Intro» |                          | 2:34     |  |
| 2.    | «Quiero» | Luis Miguel              | 4:01     |  |
| 3.    | «Tú, sólo tú» | Luis Miguel              | 3:33     |  |
| 4.    | «J.C. Calderón» (Entrégate, Tengo todo excepto a ti, La incondicional)                                                           | Juan Carlos Calderón     | 7:30     |  |
| 5.    | «Up-tempo Medley» (Un Hombre Busca una Mujer, Cuestión de Piel, Oro de Ley)                                                      | Juan Carlos Calderón     | 5:30     |  |
| 6.    | «Romance» (No me platiques más, No sé tú, La puerta, La barca, Inolvidable)                                                      | Vicente Garrido Calderón | 11:07    |  |
| 7.    | «Suave» | Orlando Castro           | 5:31     |  |
| 8.    | «Segundo romance» (El día que me quieras, Solamente una vez, Somos novios, Todo y nada, Nosotros)                                | Alfredo Le Pera          | 11:54    |  |
| 9.    | «O tú o ninguna» | Juan Carlos Calderón     | 3:12     |  |
| 10.   | «Sol, arena y mar» | Luis Miguel              | 3:14     |  |
| 11.   | «Romances» (Voy a apagar la luz / Contigo aprendí, Por debajo de la mesa, El reloj, Sabor a mí, La gloria eres Tú, Bésame mucho) | Armando Manzanero        | 15:38    |  |
| 12.   | «Y» | Mario de Jesús Báez      | 2:40     |  |
| 13.   | «La Bikina» | Rubén Fuentes            | 2:55     |  |
| 14.   | «Cómo es posible que a mi lado»                                                                                                  | Luis Miguel              | 3:53     |  |
| 15.   | «Será que no me amas» | Mick Jackson             | 5:50     |  |
| 16.   | «Te propongo esta noche» | Luis Miguel              | 5:01     |  |

| Versión audio | |                          |          |  |
| N.º           | Título | Escritor(es)             | Duración |  |
| 1.            | «Intro» |                          | 1:41     |  |
| 2.            | «Quiero» | Luis Miguel              | 4:05     |  |
| 3.            | «Tú, sólo tú» | Luis Miguel              | 3:38     |  |
| 4.            | «Romance» (No me platiques más, No sé tú, La puerta, La barca, Inolvidable)                                                      | Vicente Garrido Calderón | 11:12    |  |
| 5.            | «Suave» | Orlando Castro           | 5:35     |  |
| 6.            | «Segundo romance» (El día que me quieras, Solamente una vez, Somos novios, Todo y nada, Nosotros)                                | Alfredo Le Pera          | 10:53    |  |
| 7.            | «O tú o ninguna» | Juan Carlos Calderón     | 3:17     |  |
| 8.            | «Sol, arena y mar» | Luis Miguel              | 3:14     |  |
| 9.            | «Romances» (Voy a apagar la luz / Contigo aprendí, Por debajo de la mesa, El reloj, Sabor a mí, La gloria eres tú, Bésame mucho) | Armando Manzanero        | 14:46    |  |
| 10.           | «Y» | De Jesús Báez            | 2:42     |  |
| 11.           | «La Bikina» | Rubén Fuentes            | 2:59     |  |
| 12.           | «Cómo es posible que a mi lado»                                                                                                  | Luis Miguel              | 3:58     |  |
| 13.           | «Te propongo esta noche» | Luis Miguel              | 5:21     |  |

### Anuales
| País   | Asociación | Lista          | Posición anual | Ref.  |
| España | Promusicae | Top 50 Álbumes | 2000: 22       | [ 3 ] |

### Certificaciones
| País   | Asociación | Certificación               | Ref.  |
| España | Promusicae | 3x Platino (300 000 copias) | [ 4 ] |